# Naka-ku (Yokohama)
Naka-ku (中区? lett. "Quartiere centrale") è uno dei 18 quartieri della città di Yokohama nella prefettura di Kanagawa in Giappone. Nel 2020 il distretto aveva una popolazione stimata di 151 165 abitanti e una densità di popolazione di 7051 persone per km². L'area totale è di 21,28 km².

## Geografia
Naka-ku si trova nella parte orientale della prefettura di Kanagawa, a est del centro geografico della città di Yokohama. Ospita il municipio di Yokohama e la sede del governo della prefettura di Kanagawa. La parte centrale del quartiere comprende un terreno sopraelevato conosciuto come Yamate, a lungo una zona residenziale. Lungo la riva si trova la terra sottratta al mare su cui sono state costruite le strutture portuali, parte del Minato Mirai 21 e il parco Yamashita. A sud ci sono i moli, le raffinerie di petrolio e il porto di Yokohama. Il fiume Nakamura, un ramo del fiume Ōoka, taglia la parte settentrionale del distretto.

## Storia
Nel periodo Edo l'area dell'attuale Naka-ku faceva parte del territorio tenryō nella provincia di Musashi, controllata direttamente dallo shogunato Tokugawa, ma amministrata attraverso vari hatamoto. Nel periodo Bakumatsu la firma della convenzione di Kanagawa previde l'istituzione dei treaty ports e l'apertura agli insediamenti stranieri nel 1859. Il Yokohama Cricket Club (ora conosciuto come il Yokohama Country & Athletic Club) fu fondato nel 1868. Anche la Chinatown di Yokohama fu fondata durante questo periodo.
Dopo il rinnovamento Meiji l'area fu trasferita al nuovo distretto di Kuraki nella prefettura di Kanagawa. Le circoscrizioni di Yokohama furono stabilite il 1 ottobre 1927 e questa zona divenne il quartiere Naka. Il grande terremoto del Kantō del 1923 devastò il centro di Yokohama. Il parco Yamashita fu istituito nel 1930 con il materiale raccolto dalle macerie del terremoto. Nel dicembre 1943 il quartiere Minami fu separato dal quartiere Naka, che cedette anche alcuni territori al quartiere Kanagawa e al quartiere Hodogaya. Il quartiere Nishi fu separato dal quartiere Naka nel 1944. Durante la seconda guerra mondiale, il raid aereo di Yokohama del 29 maggio 1945 lasciò 14.157 persone morte, ferite o disperse. Dopo la resa del Giappone circa il 74% del territorio, e il 90% dell'area portuale, di Naka-ku fu occupato dai militari americani. La restituzione è stata completata solo il 31 marzo 1982.

## Monumenti e luoghi d'interesse

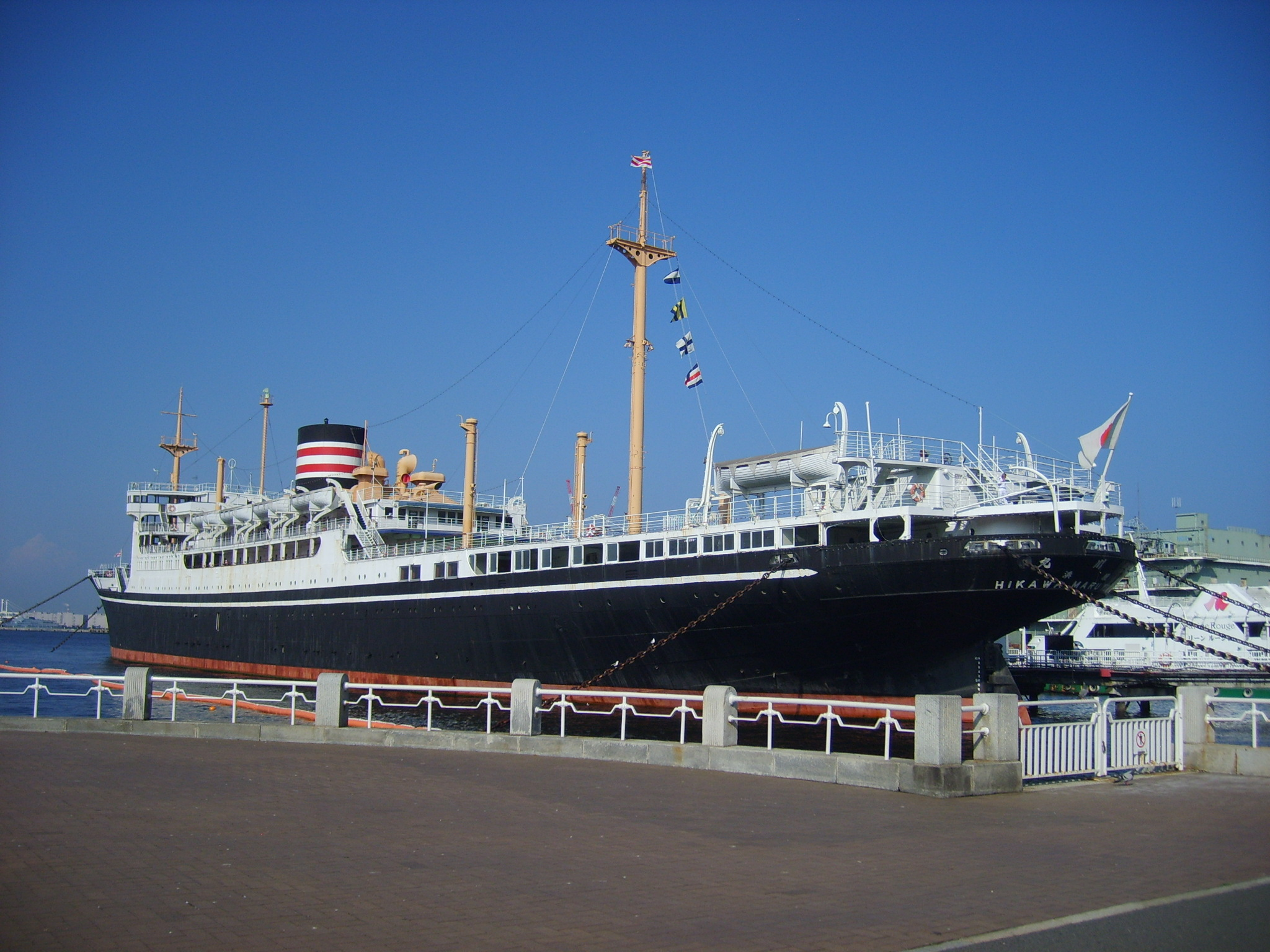
Hikawa Maru allo Yamashita Park

### Architetture religiose
- Cimiteri per stranieri in Giappone

### Architetture civili
- Hikawa Maru
- Torre marittima di Yokohama
- Yokohama Bay Bridge
- Yokohama Red Brick Warehouse
- Yokohama Stadium

## Cultura

### Istruzione
Università
- Ferris University
- Kanto Gakuin University

## Economia
Naka-ku è un importante centro commerciale regionale e l'antico quartiere d'affari principale di Yokohama.
I lavoratori a giornata di Yokohama si concentrano nel quartiere Kotobuki-cho vicino alla stazione di Ishikawachō. Storicamente la maggior parte di essi lavorava al porto, con 5500 lavoratori nel 1982.

## Infrastrutture e trasporti

### Ferrovie
- East Japan Railway Company: Linea Keihin-Tōhoku, Linea Negishi, Linea Yokohama
- Keikyū: Linea Keikyū principale
- Yokohama Minatomirai Railway Company: Linea Minatomirai
- Yokohama City Transportation Bureau: Linea Blu
- Japan Freight Railway Company: Tōkaidō Freight Line

### Strade
- Shuto Expressway
- National Route 16
- National Route 133
- National Route 357

### Traghetto
- The Port Service